# Robert Ross (officier britannique)
Pour les articles homonymes, voir Robert Ross.
Robert Ross (1766 – 12 septembre 1814) est un officier irlandais de l’armée britannique qui a servi dans les guerres napoléoniennes et  pendant la guerre anglo-américaine de 1812.

## Biographie
Ross rejoint l’armée britannique en 1789. Il a servi comme officier dans plusieurs batailles pendant les guerres napoléoniennes, y compris les batailles de Maida et de La Corogne, obtenant la promotion au grade de colonel. En 1809, il est envoyé pour servir dans la guerre d’Espagne, y compris les batailles de Vitoria, Roncevaux, Sorauren et Orthez. Il est blessé au cou à la bataille d’Orthez en France le 27 février 1814. 
À son retour au service plus tard cette année-là, Ross fut nommé major-général et envoyé en Amérique du Nord, en tant que commandant de « toutes les forces britanniques sur la côte Est ». En août 1814, il atteint Benedict dans le Maryland et continue sa route, menant les soldats professionnels qui battent rapidement une milice américaine mal organisée à la bataille de Bladensburg (en) le 24 août. Ce soir-là, il mena ses troupes à Washington. Pendant son commandement de l’incendie de Washington, de nombreux bâtiments importants du gouvernement américain, y compris la Maison-Blanche et le Capitole, ont été endommagés, démoralisant grandement l’effort de guerre américain. 

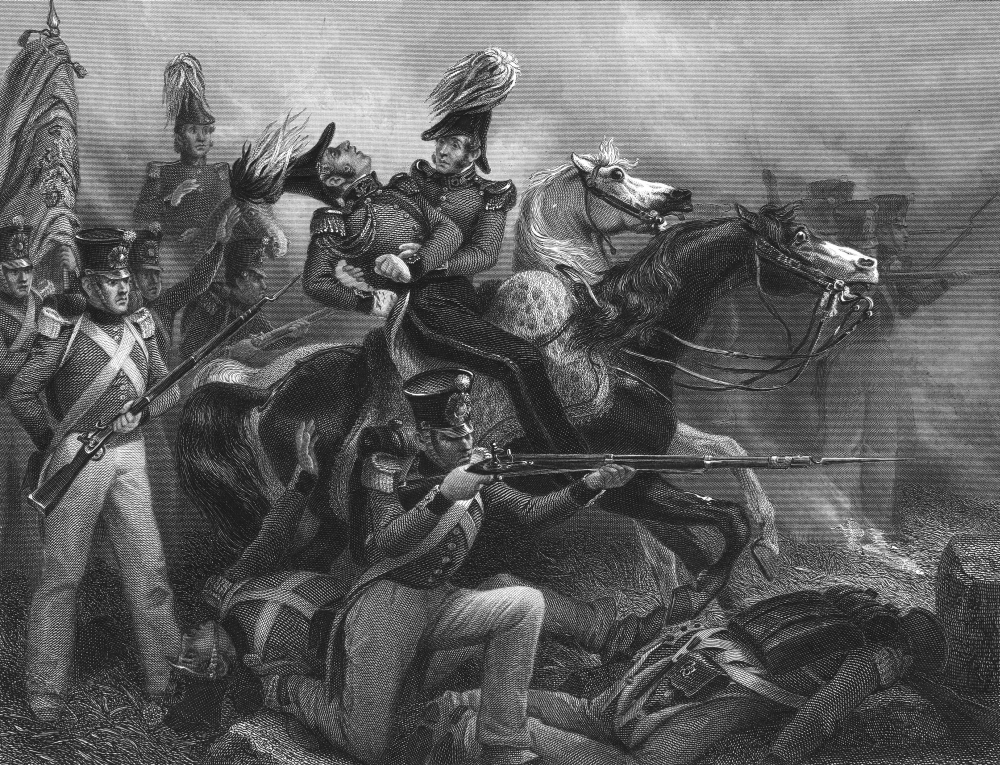
La mort du général Ross à Baltimore.

Ross mena ensuite une invasion britannique vers le nord jusqu’à la baie de Chesapeake vers la ville de Baltimore qui culmina avec la bataille de Baltimore en septembre. Le 12 septembre, il est abattu alors qu’il commande des troupes à North Point et meurt alors qu’il est déplacé à l’arrière.

### Source
- (en) Cet article est partiellement ou en totalité issu de l’article de Wikipédia en anglais intitulé « Robert Ross (British Army officer) » (voir la liste des auteurs).